# Chambretaud
Chambretaud ( Pháp) là một xã ở 
tổng Mortagne-sur-Sèvre, tỉnh Vendée trong vùng Pays de la Loire, Pháp. Xã này có diện tích 16,1 kilômét vuông, dân số năm 2006 là 1402 người. Xã này nằm ở khu vực có độ cao trung bình 162 mét trên mực nước biển.
Danh xưng dân địa phương trong tiếng Pháp là Chambretaudais.

## Biến động dân số
| Năm | 1962  | 1968  | 1975  | 1982  | 1990  | 1999  | 2006  |
| --- | ----- | ----- | ----- | ----- | ----- | ----- | ----- |
| Dân số | 1 135 | 1 176 | 1 206 | 1 237 | 1 310 | 1 275 | 1 402 |
| From the year 1962 on: No double counting—residents of multiple communes (e.g. students and military personnel) are counted only once. |       |       |       |       |       |       |       |